# Himbirti
Himbirti är en by på Eritreanska höglandsplatån, omkring tjugo kilometer sydväst om huvudstaden Asmara. Området har varit befolkat av jordbrukare sedan minst 800-talet f.Kr. och av jägar- och samlarfolk sedan mesolitikum (tidig stenålder). Byn ligger i en stor slätt med röd jord typisk för Östafrika och befolkas av det tigrinska folket. Den är mest känd för de grottmålningar från mesolitikum som hittats där.